# 大原組
大原組（おおはらぐみ）は、大阪府大阪市生野区に本部を置く暴力団で、指定暴力団・六代目山口組の二次団体である。

## 略歴
1989年12月、五代目山口組・渡辺芳則組長は、二代目北岡会・前田英明会長、正木組・正木年男（朴年男)組長、二代目川内組・根本辰男組長、細川組・細川幹雄組長、浅川会・浅川桂次会長、中村組・中村伍組長、大門会・大関大会長、そして大原組・大原宏延（尹光煕）組長に盃を与え、山口組の直参とした。
2021年6月現在、組事務所は解体されている。

## 組織図
二代目大原組
- 組長 - 金田芳次（六代目山口組若中）
- 若頭 - 池田勇次（二代目誠心連合会長）
- 顧問 - 岩谷日新
- 相談役 -
- 舎弟頭 - 八角博行（二代目鈴雅組組長）
- 本部長 - 叶将之（二代目叶組組長）
- 舎弟頭補佐 - 那和静雄（那和興業組長）